# Klub Państwowców Polskich
Klub Państwowców Polskich (zwane inaczej Stronnictwem Państwowym) – germanofilskie aktywistyczne ugrupowanie polityczne w Królestwie Polskim działające w latach 1916–1918.
Powstałe 21 lipca 1916 z inicjatywy Władysława Studnickiego, przy niemal jawnym poparciu okupacyjnych władz niemieckich, które przychyliły się do prośby Studnickiego i Zygmunta Makowieckiego o pozwolenie na utworzenie klubu politycznego skupiającego Polaków nastawionych antyrosyjsko. W skład Klubu wchodziła nieliczna grupa działaczy wywodzących się przeważnie z Kresów i z kręgów, które przed I wojną światową zerwały ze Stronnictwem Demokratyczno-Narodowym. Głosiło program odbudowy niepodległego państwa polskiego jako monarchii „w związku z Rzeszą Niemiecką i pod jej pedagogiczną (…) ręką”, uzyskania Litwy, a także stworzenia armii polskiej w oparciu o Niemcy. 
Poparło akt 5 listopada 1916 i w dniu jego proklamacji wraz z Centralnym Komitetem Narodowym zwołało w Warszawie wiec ludowy. Od innych ugrupowań aktywistycznych odróżniało się nastawieniem germanofilskim. Jako jedyne udzieliło bezwarunkowego poparcia dla ogłoszonej już 9 listopada przez niemieckich generał-gubernatorów akcji werbunkowej do przeznaczonego do walki z Rosją wojska polskiego. W okresie kryzysu przysięgowego w lipcu 1917 wydało odezwę zachęcającą legionistów do składania przysięgi na wierność państwom centralnym, a po aresztowaniu przywódców niepodległościowych broniło stanowiska władz okupacyjnych, zarzucało Józefowi Piłsudskiemu i innym agitację za pieniądze Ententy, potępiając odmowę złożenia przysięgi jako „zdradę Polski, (…) czyn haniebny, jakiego nie znały nasze dzieje porozbiorowe”.
Utworzenie Klubu zostało odczytane przez konserwatystów krakowskich jako wymierzone przeciwko rozwiązaniu austro-polskiemu. Szerzeniu nastrojów antyrosyjskich sprzeciwił się Antoni Chołoniewski w wydanej w Krakowie w 1916 pracy Istota walki polsko-rosyjskiej.
Zarząd Klubu tworzyli: Władysław Studnicki, Zygmunt Makowiecki, Stanisław Tarczyński, Zygmunt Kramsztyk, Janusz Suski, Antoni Humnicki, Ludwik Zawadzki i Wincenty Rzymowski. Jego organami prasowymi były pisma: „Naród a Państwo” (I–XI 1918, redaktor naczelny i wydawca W. Studnicki), „Goniec Poranny” (redaktor naczelny i wydawca Z. Makowiecki), „Godzina Polski”.